# QV80
QV80 (англ. Queen Valley № 80) — древнеегипетская гробница в Долине Цариц. Принадлежит царице Туи, Великой царской супруге фараона Сети I и матери Рамзеса II (XIX династия).

## Обнаружение
Гробницу в 1826 году обнаружил шотландский антиквар Роберт Хэй, который первым из европейцев занимался систематизацией древнеегипетских гробниц. В 1829 году Жан-Франсуа Шампольон и Ипполито Розеллини исследовали некрополь и установили имена владельцев усыпальниц. Личность владелицы гробницы QV80 тогда ещё не идентифицировали. Первая прусская научная экспедиция под руководством Карла Лепсиуса обнаружила в гробнице надпись: «(Мут-)Туя, Великая царская супруга Сети I». Лепсиус косвенно упоминает об этой гробнице в своём списке под номером 7.
Гробница не пронумерована в книге Берты Портер и Розалинд Мосс 1964 года. Более подробное описание приведено в отчёте Марты Демас и Невилла Энью для Getty Conservation Institute.

## Гробница
Гробница расположена западнее гробницы Нефертари Меренмут (QV66), с которой в архитектурном исполнении имеет большое сходство. Принято считать, что Туя скончалась на 22-й год правления её сына Рамсеса II. Это следует из надписи на сосуде:
Год 22: вино […] из большого виноградника А[…] для фараона Верхнего и Нижнего Египта — Усермаатра Сетепенра — да будет он жив, здоров, невредим, в месте Амона, […].
Роспись стен не сохранилась в связи с поздним повторным использованием гробницы во время Третьего переходного периода, возможно в эпоху Птолемеев и Коптского периода. Здесь найдены несколько предметов, включая крышку канопы (выставлена под инвентарным номером JE 191 в Луксорском музее), около 80 фаянсовых ушебти с изображениями царицы и цитатами из Книги мёртвых, фрагменты саркофага.